# Leioproctus viridescens
Leioproctus viridescens är en biart som först beskrevs av Cockerell 1929.  Leioproctus viridescens ingår i släktet Leioproctus och familjen korttungebin. Inga underarter finns listade i Catalogue of Life.